# N-Sk-S 49 Pod lesem
N-Sk-S 49 Pod lesem je tvrzový pěchotní srub, jeden ze dvou vybetonovaných objektů tvrze Skutina. Je umístěn asi 300 m severně od kóty Skutina.
Je to pěchotní srub oboustranný dvoukřídlý, tedy má střelecké místnosti na obou stranách. Obě dvě jsou vyzbrojeny klasickou sestavou zbraní pěchotních srubů v československém opevnění, tedy 4cm kanónem a dvojčetem těžkých kulometů, které měly tvořit palebnou přehradu vpravo směrem k druhému tvrzovému pěchotnímu srubu N-Sk-S 48 U stodol a vlevo k samostatnému pěchotnímu srubu N-S 53 U chalupy. V ochranných křídlech jsou dva zvony pro lehký kulomet a jako třetí pancéřový prvek ve stropě objektu byl plánován dělostřelecký pozorovací zvon, který měl být hlavní pozorovatelnou pro minometné dvojče v pancéřové kopuli objektu N-Sk-S 51 Na mezi.

## Historie
Objekt byl jakožto tvrzový postaven ve IV. stupni odolnosti. Nemá klasický vchod jako izolované objekty, ale pouze nouzový výlez umístěný v diamantovém příkopu (po dokončení tvrze měla hlavní přístup do objektu představovat schodišťová a výtahová šachta z podzemí tvrze). Počítalo se s posádkou 39 mužů včetně 6 dělostřeleckých pozorovatelů.
Oba tvrzové pěchotní sruby měly být společně s objektem pro dělostřeleckou věž obklopeny společnou protipěchotní obvodovou překážkou.
Betonáž objektu probíhala ve dnech 16.–24. 8. 1938, na objekt se spotřebovalo 2662 m3 betonu. 
Do zastavení opevňovacích prací nebyl žádný z pancéřových prvků na strop objektu osazen, nebyly postaveny ani vnitřní cihlové příčky. V září 1938 byla v objektu prozatímní posádka příslušníků 4. roty hraničářského pluku 18.
Po Mnichovské dohodě se objekt ocitl těsně za hranicí odstoupeného území (spolu s pěchotním srubem N-Sk-S 48, zatímco staveniště ostatních objektů zůstalo na českém území). Za německé okupace byly z objektu vytrženy všechny střílny. Německá armáda zde také prováděla ostřelovací zkoušky z děl umístěných u Taszowa, při kterých bylo docíleno průrazu 3,5 m silné čelní stěny mezi levou a prostřední zvonovou šachtou. Schodišťová a výtahová šachta se pak zatopila vodou, jejíž hladina pak v závislosti na počasí dosahovala někdy až téměř na úroveň spodního patra objektu.
Ještě v prvním desetiletí 21. století byl objekt volně přístupný nouzovým východem, případně vytrženou střílnou pro zbraň L1. Byl tak pravděpodobně posledním volně přístupným tvrzovým objektem československého opevnění. Kolem roku 2009 byl však uzavřen Klubem přátel tvrze Skutina, který provádí rekonstrukci sousedního pěchotního srubu N-Sk-S 48 U stodol a nedokončeného podzemí tvrze. Interiér objektu tak už není běžně přístupný pro veřejnost. V roce 2018 začal ale Klub přátel tvrze Skutina s úpravami objektu, byly ucpány otevřené zvonové šachy, byl vykácen hustý les v okolí a začalo se připravovat proražení chybějící části podzemní chodby mezi oběma pěchotními sruby (ke spojení chybí pouze 8 m), což by umožnilo vypustit vodu ze zatopené schodišťové šachty a následně propojit oba pěchotní sruby prohlídkovou trasou podzemím tvrze.

## Výzbroj

### Hlavní zbraně na levé straně
- zbraň L1 (4cm kanón vz. 36 spřažený s těžkým kulometem vz. 37)
- zbraň M (dva spřažené těžké kulomety vz.37 ráže 7,92 mm)

### Hlavní zbraně na pravé straně
- zbraň L1 (4cm kanón vz. 36 spřažený s těžkým kulometem vz. 37)
- zbraň M (dva spřažené těžké kulomety vz.37 ráže 7,92 mm)

### Další výzbroj
- 4 zbraně N – lehké kulomety vz. 26 ve dvou střílnách k ochraně střílen hlavních zbraní a ve dvou zvonech pro ochranu blízkého okolí objektu
- 3 granátové skluzy

## Okolní objekty
- N-Sk-S 48 U stodol
- N-Sk-S 50 Na kótě (nepostavený)
- N-S 47 Jaroslav